# Trypeticus mazuri
Trypeticus mazuri är en skalbaggsart som beskrevs av Kanaar 2003. Trypeticus mazuri ingår i släktet Trypeticus och familjen stumpbaggar. Inga underarter finns listade i Catalogue of Life.